# خورخي بايز
خورخي بايز (بالإسبانية: Jorge Páez)‏ مواليد 27 أكتوبر 1965 في مكسيكالي، باها كاليفورنيا، المكسيك، هو ملاكم مكسيكي يصنف ضمن فئة الوزن الخفيف. حقق بطولة الاتحاد الدولي للملاكمة وبطولة منظمة الملاكمة العالمية.

## إحصائيات
خاض خلال مسيرته 98 نزالا، فاز في 79 وتعادل في 5 وخسر في 14. فاز بالضربة القاضية في 51 نزالا.

## روابط خارجية
- خورخي بايز على موقع IMDb (الإنجليزية)
- خورخي بايز على موقع قاعدة بيانات الفيلم (الإنجليزية)
- خورخي بايز على موقع بوكس ريك (الإنجليزية) (registration required)